# Paperworld
Die Paperworld war die Weltleitmesse für Büro-, Papier- und Schreibwaren. Sie fand ab 1990 in Frankfurt am Main statt. Im Februar 2022 wurde verkündet, dass es die Messe in Zukunft nicht mehr geben wird. Sie bot den Herstellern dieser Branchen die Möglichkeit ihre Produkte zu präsentieren. 2020 hatte die Messe 29.000 Besucher.

## Geschichte
Die Paperworld entwickelte sich aus der Frühjahrsmesse der Messe Frankfurt. 1990 wurde diese zunächst in die beiden eigenständigen Veranstaltungen Ambiente und Premiere überführt. 1997 etablierte sich daraus die Paperworld als eigenständige Veranstaltung. Christmasworld und Beautyworld waren bereits ein Jahr zuvor als eigene Marken etabliert worden. 2009 öffneten die Messen erstmals im Verbund als Quartett. 2011 gab es erneut Anpassungen. Die handelsorientierten Aussteller der Beautyworld wurden in die Ambiente integriert.

## Verbund
Die Paperworld fand im Verbund gemeinsam mit der Christmasworld und der Creativeworld statt.

## Entwicklung
2011 kaufte die Messe Frankfurt die Remax von der bisherigen Eigentümerin Recycler Publishing & Events Ltd, London. Unter dem Dach der Paperworld öffnete seit dem Kauf die Fachmesse Remax@Paperworld. Im Jahr zuvor wurde Europas größte Fachmesse für die Wiederaufbereitung von Druckerzubehör bereits als Lizenzveranstaltung während der Paperworld durchgeführt.
Die Messe fand an den Standorten Deutschland (Frankfurt am Main), China (Shanghai und Hongkong), Russland (Moskau) und in den Vereinigten Arabischen Emiraten (Dubai) statt.
Ab 2023 findet die Messe nicht mehr als eigenständige Messe statt. Vielmehr geht sie in der Home of Consumer Goods auf. Diese soll vom 3. bis 7. Februar 2023 in Frankfurt stattfinden.

## Produktportfolio
Zuletzt war die Paperworld in Frankfurt in verschiedene Produktbereiche geteilt:
- Paperworld Office: Bürogeräte und -ausstattung, Organisations- und Präsentationsmittel, Büropapiere, Schreib- und Zeichengeräte, EDV- und Druckerzubehör[7]
- Paperworld Stationery: Geschenkartikel, Paperworld Scriptum, Schulbedarf, Grußkarten und Bildkalender[7]